# Rykers Solomon
Pour les articles homonymes, voir Solomon.
Rykers Solomon est un homme politique nauruan.
Né le 4 octobre 1965, l est l'aîné d'une famille de sept enfants. Après une carrière dans la fonction publique , il est élu député de Meneng lors des législatives du 25 août 2007. Le 15 novembre 2011, il est nommé ministre du Commerce, de l'Industrie, de l'Environnement et des Pêcheries, dans le gouvernement du Président Sprent Dabwido. En cette capacité, il gère les premières étapes d'une introduction de systèmes d'énergie solaire, pour réduire la dépendance du pays sur les énergies fossiles. Le 11 juin 2012, le Président Dabwido limoge tous ses ministres, les accusant de ne pas soutenir les réformes constitutionnelles qu'il propose en vue d'une plus grande stabilité des institutions et contre la corruption. Rykers Solomon se retrouve alors sur les bancs de l'opposition. Il perd son siège lors des élections législatives du 8 juin 2013. 
En juin 2018, la justice singapourienne reconnaît la filiale singapourienne de l'entreprise d'exportation de phosphate Getax Australia, Getax Ocean, coupable d'avoir corrompu en 2010 Rykers Solomon dans le cadre de l'« affaire Getax ». La justice singapourienne rend son verdict sur la base notamment des pièces à conviction suivantes : des échanges d'e-mails entre Amit Gupta (le chef de la filiale) et Rykers Solomon en janvier et février 2010, dans lesquels le député nauruan demande A$ 30 000 en pots-de-vin pour financer sa campagne électorale et pour ensuite favoriser Getax au Parlement ; un e-mail d'Amit Gupta demandant à un employé de Getax d'envoyer l'argent à Rykers Solomon ; la signature d'Amit Gupta sur l'autorisation du transfert de A$ 31 000 (€ 27 000) au compte en banque du député nauruan. La cour singapourienne inflige à la compagnie une amende de US$ 80 000 (€ 76 000). Vivant au moment de cet arrêt en juin 2018, Rykers Solomon meurt entre cette date et novembre 2018, à l'âge de 52 ou 53 ans.